# Neti
Neti (Sanskrit, f., नेती, netī) bezeichnet die Reinigung der Nase durch eine der sogenannten Shatkriyas des Hatha Yoga. Es werden zwei wichtige unterschiedliche Reinigungstechniken unterschieden, die aber oft aufeinander folgend praktiziert werden: Sutra Neti und Jala Neti.

## Sutra Neti
Bei Sutra Neti  wird ein Faden (Sutra) durch die Nase und aus dem Mund gezogen (in modernen Versionen wird auch anstelle des Fadens ein Katheter verwendet). Hierdurch werden die Schleimhäute in Rachenraum und Nase stimuliert, was zu einer besseren Durchblutung und zur Verbesserung der Funktion dieser Organe führen soll. Der Faden kann vorher eingeölt werden, um eine angenehme Praxis zu ermöglichen.
Der Verletzungsgefahr wegen sollte diese Praktik nur unter fachkundiger Anleitung eines erfahrenen Yogalehrers geübt werden.

Frontalansicht
Seitenansicht

## Jala Neti

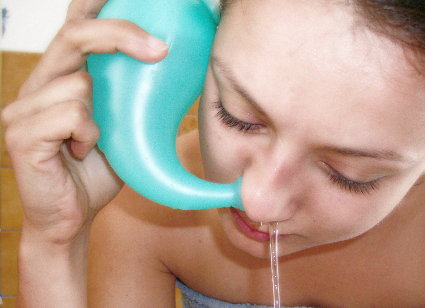
Jala Neti

Jala Neti (Sanskrit, f., जल jala „Wasser“) ist eine Nasenspülung. Hierbei lässt man mit Hilfe eines Kännchens isotonische Kochsalzlösung durch ein Nasenloch ein- und dann aus dem anderen Nasenloch wieder herauslaufen (Gängige Nasenspülkannen werden zusammen mit einem passenden Dosierlöffel verkauft, mit dem man die benötigte Salzmenge unproblematisch abmessen kann). Das Gaumensegel verhindert, dass die Lösung in den Rachenraum und Mundbereich gelangt. Man trocknet die Nasengänge, indem man in Uttanasana mit leicht angehobenem Kopf das restliche Wasser herauslaufen lässt und dann mehrmals rhythmisch die Luft ausstößt. Zum Abschluss wird Sesamöl mit einem Finger in den jeweiligen Nasenvorhof gebracht.
Die Reinigung der Nase ist im Yoga von ganz besonderer Wichtigkeit, um Pranayama und Meditation zu üben, da hierfür beide Nasengänge frei sein müssen, damit ein durch beide Nasenlöcher gleichmäßig fließender Atem gewährleistet ist. Die Reinigung der Nase ist aber auch im Ayurveda von großer Bedeutung.